# لصقة منع الحمل
ملصقات منع الحمل هي عبارة عن لصاقة جلدية تفرز هومونات الاستروجين والبروجستين لتمنع حدوث الحمل. عند استخدامها بطريقة مثالية فإنها تعطي نتائج مماثلة لحبوب منع الحمل المدمجة أو ربما نتائج أفضل.
حاليا.,

## طريقة الاستخدام
تضع المرأة ملصق منع الحمل على الجزء الخارجي من الجزء العلوي للذراع، المؤخرة، البطن، أو الفخذ ابتداءا من أول يوم من الدورة الشهرية(اليوم 1) أو أول يوم أحد بعد ذلك اليوم، حسب ما تفضله. أول يوم تضع فيه الملصق يصبح مرجع لموعد تغيير الملصق. بعد سبعة أيام، عندما يحل موعد تغيير الملصق، تزيل المرأة الملصق القديم وتضع ملصقا جديدا على أحد مواضع الجسم المحددة سابقا. عند حلول موعد تغييرها، يتم إعادة ما سبق ذكره. عند حلول موعد تغييرها مرة أخرى، يتم إزالة الملصق ولكن لا يتم استبدالها. تنتظر المرأة سبعة أيام من غير وضع الملصق، وتضعها عند حلول موعد تغيير الملصق القادم، وتضع ملصقا جديدا. طريقة الاستخدام لمدة أطول، عندما يتم استخدامها لعدة أسابيع قبل حلول موعد الأسبوع الذي لا يستخدم فيه الملصق، قيد الدراسة.

### تدعيم أو بدائل لمنع الحمل
-	إذا اختارت المرأة أن تبدأ بوضع الملصق في اليوم الأول من الدورة الشهرية، يستطيع الملصق أن يبدأ بالتأثير من وقت وضعه ليمنع الإباضة (انظر طريقة العمل بالأسفل) ولا حاجة لاستخدام تدعيم أو بدائل لمنع الحمل أبدا.

## طريقة العمل

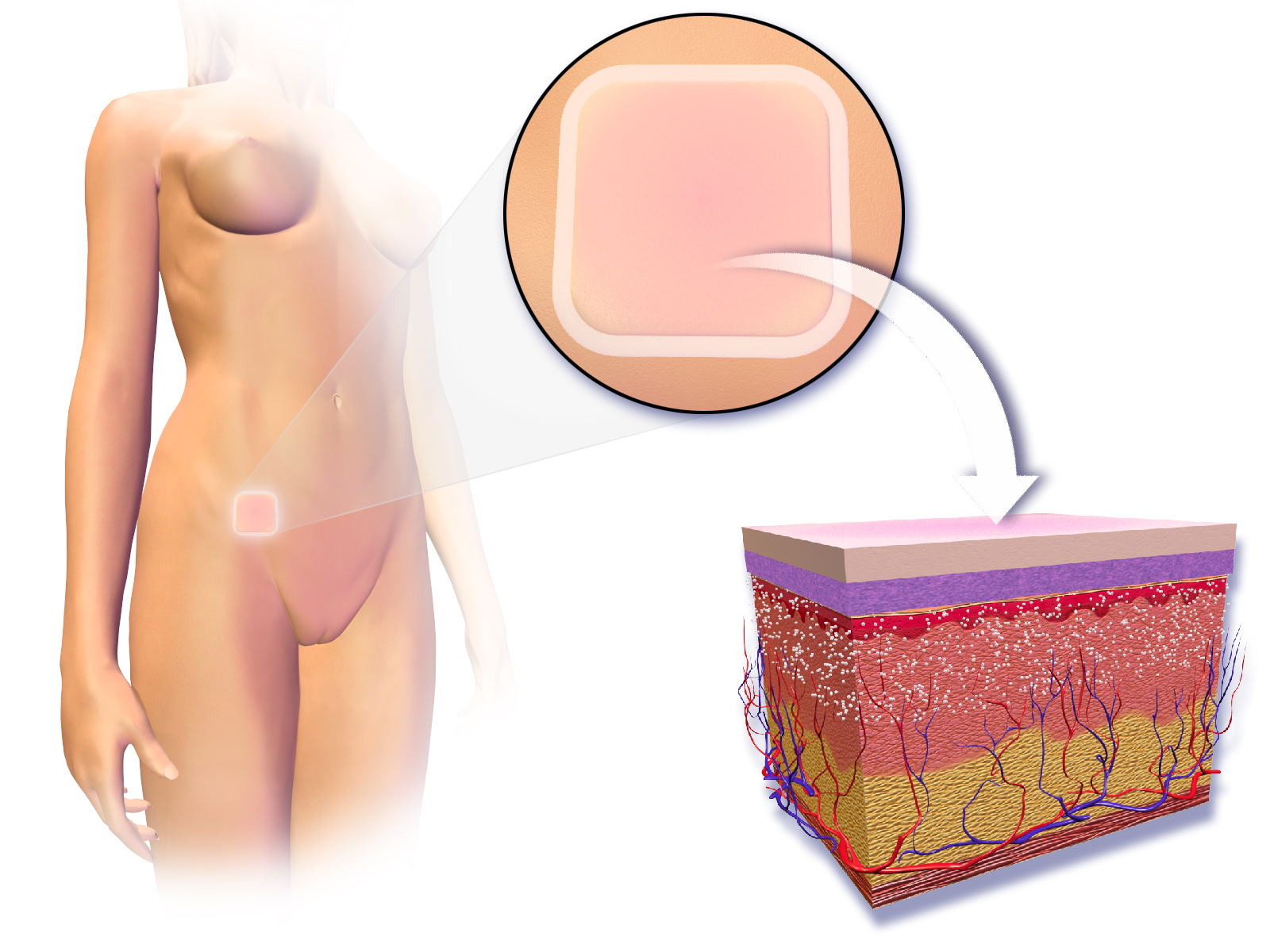
رسم يوضح ملصقات منع الحمل الجلدية.

مثل جميع موانع الحمل الهرمونية المدمجة، افرا تعمل بشكل أساسي على منع الإباضة. طريقة العمل الثانوية تمنع اختراق الحيوانات المنوية بسبب التغيرات في الطبقة الأولى من عنق الرحم. موانع الحمل الهرمونية أيضا تأثر على بطانة الرحم التي قد تأثر على عملية الالتصاق ببطانة الرحم. على أية حال، لا يوجد اثبات علمي على أن فشل الالتصاق أو الزرع ببطانة الرحم قد يفشل بسبب استخدامها.
20 سم2 ملصقات منع الحمل اورثو افرا تحتوي على 750 مايكروجرام ايثينيل استراديول(استروجين) و6000 مايكروجرام نورلوجسترومين(بروجستين). ملصقات افرا ال20 سم2 لمنع الحمل تحتوي 600 مايكروجرام ايثينيل استرادايول و6000مايكرجرام نورلوجسترومين. ملصقات منع الحمل اورثو افرا وملصقات منع الحمل افرا جميعها تفرز تدريجيا إلى الدورة الدموية تقريبا 20 مايكرجرام/يوم من الايثينيل استراديول و150 مايكروجرام/يوم من نورلوجسترومين.

## الفوائد
تتشابه فوائد ملصقات اورثو افرا مع حبوب التحكم بالحمل بسبب التشابه في طريقة العمل. على سبيل المثال، الملصقات تجعل دورة المرأة أخف وأكثر تنظيما. من الممكن أن تساعد على اختفاء حب الشباب، تقليل الام البطن، واعراض ما بعض الطمث. بالإضافة، الملصق يزيد من الوقاية ضد انيما نقص الحديد، وأكياس المبيض، ومرض التهاب الحوض، وأورام بطانة الرحم والمبيض.
 ملصقات منع الحمل سهلة ومريحة في التحكم بالحمل، هي تحتاج فقط إلى اهتمام ومتابعة أسبوعية. عندما تتوقف المرأة من وضع الملصق، من الممكن ان تصبح حاملا بسرعة.

## تفاعلات وموانع الاستخدام
فعالية ملصقات مانع الحمل أو اية موانع حمل هرمونية أخرى قد تقلل إذا تم أخذ مضادات حيوية،مضادات الفطريات وعلاجات التشنجات أو الأدوية التي تزيد عملية الأيض لاستيرودات موانع الحمل.
على أية حال، دراسات تفاعلات الادوية أظهرت ان أخذ دواء تيتراسايكلين هيدروكلوريد 500مج عن طريق الفم لمدة 3 أيام قبل و7 أيام خلال استخدام اورثو افرا«لا تقلل فعالية الاورثو افرا». وهذا يعتبر عنصر مهم في اتخاذ قرار وصف تيتراسايكلين بعد عمليات الاجهاض(لتمنع الالتهابات بشدة). عندما يفترض ان تستخدم موانع الحمل الهرمونية بعد ذلك.
الأدوية التي تحتوي (St. John's Wort)أيضا قد تؤثر على فعالية موانع الحمل الهرمونية.
وجد أيضا أن اورثو افرا أقل فعالية عند استخدامها من النساء أكثر من 198 باوند (90كج).

## الأضرار الجانبية
في ثلاث دراسات تضمنت 3330 مرأة استخدمن ملصقات ارثو افرا/افرا لمدة سنة واحدة، 12% من المستخدمات توقفوا عن وضع الملصق بسبب أعراضها الجانبية. أكثر الأعراض الجانبية حدوثا أدت إلى توقف استخدامها هي: غثيان واستفراغ (2,4%), حساسية موضعية (1,9%), صداع (1,1%), ضعف مشاعر (1.0%).
أكثر الأعراض الجانبية المذكورة مع استخدام ملصقات اورثو افرا / افرا هي: ألم في الثدي، أو آلام (22%), صداع (21%), حساسية موضعية (17%), غثيان (17%), التهابات الجهاز التنفسي (10%), آلام الدورة الشهرية (10%) وآلام البطن (9%).
نزيف أو بقع دماء خلال استخدام اورثو افرا (18% خلال الدورة الأولى),(125 خلال الدورة الثالثة), (8% خلال الدورة السادسة والثالثة عشرة).نسبة حدوث النزيف (يحتاج لأكثر من سدادة قطنية أو بطانة قطنية واحدة): 4% للدورة الأولى، 3% للدورة الثالثة والسادسة، و1% للدورة الثالثة عشرة.
 بشكل علم، الأعراض الجانبية التي قد تختفي بعد شهرين أو ثلاثة أشهر تتضمن النزيف بين الدورة الشهرية، آلام الثدي، غثيان وإستفراغ. الأعراض التي فد تستمر مدة أطول تتضمن التهابات الجلد حول موضع الملصق وكذلك التغير في شعور المرأة.
أعراض جانبية أخرى تجد معلومات عنها في مرفق معلومات اورثو افرا وافرا ملخص مزايا المنتج.

### أضرار تجلطات الدم
جميع منتجات التحكم بالحمل الهرمونية قد تؤدي إلى زيادة بنسبة بسيطة في حدوث أحد حالات تجلط الدم الخطيرة. توجد دراسة جارية للمقارنة بين الاورثو ارفا وحبوب منع الحمل المدمجة بالنسبة لخطر حدوث تجلطات في الدم. وجدت دراسة مؤخرا أن مستخدمات ملصقات منع الحمل أكثر تعرضا لحدوث تجلطات الدم في الأوردة الغير مهددة للحياة مقارنة لمستخدمات النورجيستمات التي تحتوي على 35 مايكروجرام من الاستروجين. على أية حال، دراسة أخرى أظهرت أن خطورة حدوث تجلطات الدم الغير مهددة للحياة في الأوردة لمستخدمات ملصقات منع الحمل مشابهة لمستخدمات حبوب منع الحمل التي تحتوي على 35 مايكروجرام ايثنيل استرادايول ونورجيستيمات. الاختلاف في الدراستين السابقة لا يمكن حلها بسهولة، بسبب تداخل نتائج نسب الثقة بين الدراستين.
في دراسات حول حبوب منع الحمل، خطورة أمراض القلب (الجلطات)يزداد بشكل واضح في النساء اللاتي أعمارهن أكبر من 35 سنة واللاتي يقومون بالتدخين  أيضا. إذا، مغلفات اورثو افرا تحتوي على جملة«النساء اللاتي تستخدمن موانع الحمل الهرمونية، من ضمنها اورثو افرا، ينصحن بشدة أن لا يدخن».
حسب المصنع، الملصقات ترفع نسبة الاستروجين في الدم بنسبة 60% أكثر مقارنة بحبوب منع الحمل;على أية حال، الأهمية الإكلينيكية لهذا الاختلاف غير معروفة.
10 نوفمبر 2005 اورثو افرا مع هيئة الغذاء والدواء الأمريكية، راجعتى الكتيب التابع لاورثو افرا، المتضمن التحذير الجديد حول التعرض لنسبة مرتفعة من هرمون الاستروجين للنساء اللاتي يستخدمن الملصقات الأسبوعية مقارنة لمستخدمات حبوب منع الحمل اليومية التي تحتوي على 35 مايكروجرام استروجين، تنبه أن ارتفاع نسبة هرمون الاستروجين قد يزيد نسبة خطورة تعرض المرأة لجلطات الدم. الكتيب تم مراجعته أيضا في سبتمبر 2006 ويناير 2008, وايضا هيئة الغذاء والدواء الأمريكية حدثت الكتيب ليعكس نتائج البحث العلمي. «تعتقد هيئة الغذاء والدواء الأمريكية أن اورثو افرا يعتبر طريقة آمنة وفعالة لمنع الحمل عندما يستخدم تبعا لتعليمات الكتيب، الذي ينصح النساء اللاتي لديهن قلق أو عوامل خطرة لحدوث تجلطات في الدم أن يستشيروا الطبيب حول استخدام اورثو افرا أو أحد الطرق الأخرى لمنع الحمل».